# Mém
A mém szó Richard Dawkins szóalkotása a miméma (utánzás) szóból, amelyet 1976-ban publikált The selfish gene (Az önző gén) című könyvében. Ez olyan név, írta Dawkins, ami „a kulturális átadás egységének vagy az utánzás, az imitáció egységének gondolatát hordozza”. Dawkins felvetette annak lehetőségét, hogy az evolúció-elmélet kiterjeszthető a kultúra elemeire is. Így a „gén” analógiájára megalkotta a mém szót, amelyekkel a kultúra feltételezett, másolható és másolódó alapegységeit jelölte. 
A memetika a mémek előfordulásával, tulajdonságaival és terjedésével foglalkozó, napjainkban alakuló tudományág. A mémek pontos meghatározására még nem került sor. Az Oxford English Dictionary definíciója szerint „egy kultúra valamely eleme, amely a genetikai öröklődéstől eltérő módon is képes terjedni, különösen utánzással.” Susan Blackmore, a memetika egyik gyakran idézett teoretikusa egy 1998-as cikkében egyetértett ezzel a definícióval.
A mém olyan eszme, viselkedés vagy stílus, amely utánzás útján terjed személyről személyre egy kultúrán belül, és gyakran egy adott jelenséget vagy témát reprezentáló szimbolikus jelentést hordoz. A mém a kulturális eszmék, szimbólumok vagy gyakorlatok hordozó egységeként működik, amelyek írás, beszéd, gesztusok, rituálék vagy más utánozható, utánzott témájú jelenségek révén terjedhetnek egyik elméből a másikba. A koncepció támogatói a mémeket a gének kulturális analógiáinak tekintik, mivel önmásolódnak, mutálódnak és szelektív nyomásra reagálnak.
A támogatók elmélete szerint a mémek vírusos jelenségek, amelyek a biológiai evolúcióhoz hasonló módon, természetes szelekció révén fejlődhetnek A mémek ezt a variáció, mutáció, verseny és öröklődés folyamatain keresztül teszik, amelyek mindegyike befolyásolja a mém szaporodási sikerét. A mémek a gazdaszervezetükben általuk generált viselkedésen keresztül terjednek. A kevésbé szaporodó mémek kihalhatnak, míg mások túlélhetnek, terjedhetnek és (jóban-rosszban) mutálódhatnak. A leghatékonyabban szaporodó mémek nagyobb sikernek örvendenek, és egyesek még akkor is hatékonyan szaporodhatnak, ha károsnak bizonyulnak gazdatestük jólétére.
A memetika nevű tudományterület az 1990-es években alakult ki, hogy a mémek fogalmát és továbbadását egy evolúciós modell szempontjából vizsgálja. Egyes kritikai vélemények szerint  a tudományos tanulmányok nem vizsgálhatják empirikusan a mémeket. Az idegrendszeri képalkotás fejlődése azonban lehetővé teheti az empirikus vizsgálatot. A társadalomtudományok egyes kommentátorai megkérdőjelezik azt az elképzelést, hogy a kultúrát különálló egységek szerint lehetséges kategorizálni, és különösen kritikusak az elmélet alapjául szolgáló biológiai analógiával szemben. Mások szerint a kifejezés ilyenfajta használata az eredeti javaslat félreértésének eredménye.
Csíkszentmihályi Mihály szerint egy mém akkor keletkezik, „amikor az emberi idegrendszer egy tapasztalatra reagál“. Ezeket a génekhez hasonlóan továbbadhatja, méghozzá kommunikáció útján. Ezalatt a mémek (pl. félreértés vagy különböző értelmezés miatt) eltorzulhatnak. Az átadott mém továbbterjedhet a "minősége" (érdekesség, relevancia stb.) függvényében. A "legfontosabbak" a túlélők, amelyek aztán egy egész társadalom (végeredményben az egész emberi civilizáció) gondolkodását definiálják.
Magyar nyelven Sebők Zoltán írt cikkeket és könyveket a mémekről.

## Példák a mémekre
Bár a mémek működési mechanizmusait még nem definiálták tudományos igényességgel, ezért a fogalom maga is vitatott, számos kulturális elemről feltételezik, hogy mémként viselkedik, vagy mémként viselkedő elemekből áll össze. Ilyenek például a:
- divatok
- vallások
- sláger-dallamok
- viccek

## Fordítás
Ez a szócikk részben vagy egészben  a   meme című angol Wikipédia-szócikk ezen változatának fordításán alapul.  Az eredeti cikk szerkesztőit annak laptörténete sorolja fel. Ez a jelzés csupán a megfogalmazás eredetét és a szerzői jogokat jelzi, nem szolgál a cikkben szereplő információk forrásmegjelöléseként.